# Kayla Banwarth
Kayla Banwarth (ur. 21 stycznia 1989 w Dubuque) – amerykańska siatkarka, grająca na pozycji libero.

## Sukcesy klubowe
Mistrzostwo Austrii:
- 2012

Liga Mistrzyń:
- 2014[1]

Mistrzostwo Azerbejdżanu:
- 2014[2]

## Sukcesy reprezentacyjne
Igrzyska Panamerykańskie:
- 2011

Puchar Panamerykański:
- 2012, 2013

Mistrzostwa Ameryki Północnej, Środkowej i Karaibów:
- 2013, 2015

Puchar Wielkich Mistrzyń:
- 2013

Mistrzostwa Świata:
- 2014[3]

Grand Prix:
- 2015
- 2016

Puchar Świata:
- 2015

Igrzyska Olimpijskie:
- 2016

## Nagrody indywidualne
- 2013 - Najlepsza przyjmująca Pucharu Panamerykańskiego
- 2015 - Najlepsza przyjmująca Mistrzostw Ameryki Północnej, Środkowej i Karaibów